# Bangladés en los Juegos Olímpicos de Barcelona 1992
Bangladés estuvo representado en los Juegos Olímpicos de Barcelona 1992 por un total de 6 deportistas, 5 hombres y una mujer, que compitieron en 3 deportes.
El equipo olímpico bangladesí no obtuvo ninguna medalla en estos Juegos.